# Бариця
45°31′ пн. ш. 17°16′ сх. д. / 45.51° пн. ш. 17.27° сх. д.
Бариця (хорв. Barica) — населений пункт у Хорватії, у Б'єловарсько-Білогорській жупанії у складі громади Сірач.

## Населення
Населення за даними перепису 2011 року становило 52 осіб.
Динаміка чисельності населення поселення: